# Injil (huyện)
Injil là một huyện thuộc tỉnh Herat, Afghanistan. Dân số thời điểm năm 1999 là 197,68 người.